# Thanatopsis (musikgrupp)
Thanatopsis är ett amerikanskt progressivt rockband som består av gitarristen Buckethead, keyboardisten Travis Dickerson och trumslagaren Ramy Antoun. Bandet har släppt tre album: Thanatopsis år 2001, Axiology år 2003 och Anatomize år 2006.
År 2010 använde Dickerson och Buckethead låtar från Thanatopsis- och Axiology-albumsessionerna för att göra ett annat album som heter Left Hanging.

## Bandmedlemmar
- Buckethead – elgitarr, akustisk gitarr
- Travis Dickerson – keyboard, producent
- Ramy Antoun – slagverk

## Diskografi
- Thanatopsis (2001)
- Axiology (2003)
- Anatomize (2006)